# Abdelkrim Zbidi
Abdelkrim Zbidi (arabe : عبد الكريم الزبيدي), né le 25 juin 1950 à Rejiche, est un médecin et homme politique tunisien.

## Biographie

### Formation et carrière professionnelle
Il est titulaire d'un doctorat de médecine de l'université Claude-Bernard de Lyon, d'une maîtrise de physiologie humaine et explorations fonctionnelles, d'une maîtrise de pharmacologie humaine, d'un diplôme d'études approfondies en physiologie humaine et d'un diplôme d'études et de recherches en biologie humaine.
Il devient coordinateur de la formation des techniciens supérieurs de santé à la faculté de médecine de Sousse entre 1981 et 1988 ; il occupe aussi plusieurs fonctions à la faculté : chef du département des sciences fondamentales entre 1982 et 1989 et professeur hospitalo-universitaire à partir de 1987. Il est par ailleurs chef de service des explorations fonctionnelles à l'hôpital Farhat-Hached de Sousse entre 1990 et 1999.
Il est chargé à partir de 1992 de missions d'expertise dans le domaine des applications médicales du nucléaire auprès de l'Agence internationale de l'énergie atomique.
Président du Collège de physiologie et explorations fonctionnelles entre 1994 et 1997, il est recteur de l'université de Sousse de 1995 à 1999 et doyen de la faculté de médecine de Sousse entre 2005 et 2008,.
Il est l'auteur d'une centaine de publications scientifiques et le directeur de plusieurs thèses en médecine.

### Carrière politique
Il est secrétaire d'État auprès du Premier ministre chargé de la Recherche scientifique et de la Technologie de 1999 et 2000, puis ministre de la Santé en 2001 dans le gouvernement Mohamed Ghannouchi I.
Lors du remaniement du gouvernement d'union nationale, le 27 janvier 2011, il devient ministre de la Défense nationale, en remplacement de Ridha Grira en poste depuis 2010. Il reste ministre dans le gouvernement de Béji Caïd Essebsi puis dans celui de Hamadi Jebali. Par le décret no 2013-2922 du 12 juillet 2013, Zbidi est nommé comme chargé de mission au cabinet du ministre de la Santé, Abdellatif Mekki, en date du 15 juin 2013, ce qu'il nie le 1er août.
Le 6 septembre 2017, il fait son retour comme ministre de la Défense nationale.
Après la mort de Béji Caïd Essebsi, Afek Tounes et Nidaa Tounes annoncent leur soutien à une éventuelle candidature à l'élection présidentielle de 2019,. Le 7 août, il se porte officiellement candidat,,. Le même jour, il démissionne de son poste de ministre,. Il est finalement éliminé dès le premier tour de la présidentielle. Il reste à ce poste jusqu'au 29 octobre 2019, date de son limogeage alors qu'il avait présenté sa démission,.

### Décorations
- Commandeur de l'ordre de la République tunisienne (2011)[19],[20] ;
- Grand officier de l'ordre national du Mérite (2015)[21],[22] ;
- Officier de l'ordre national du 27-Juin 1977 (Djibouti, 2025)[23].

## Vie privée
Il est marié et père d'un enfant mort lors d'un accident.